# 庞加莱映射

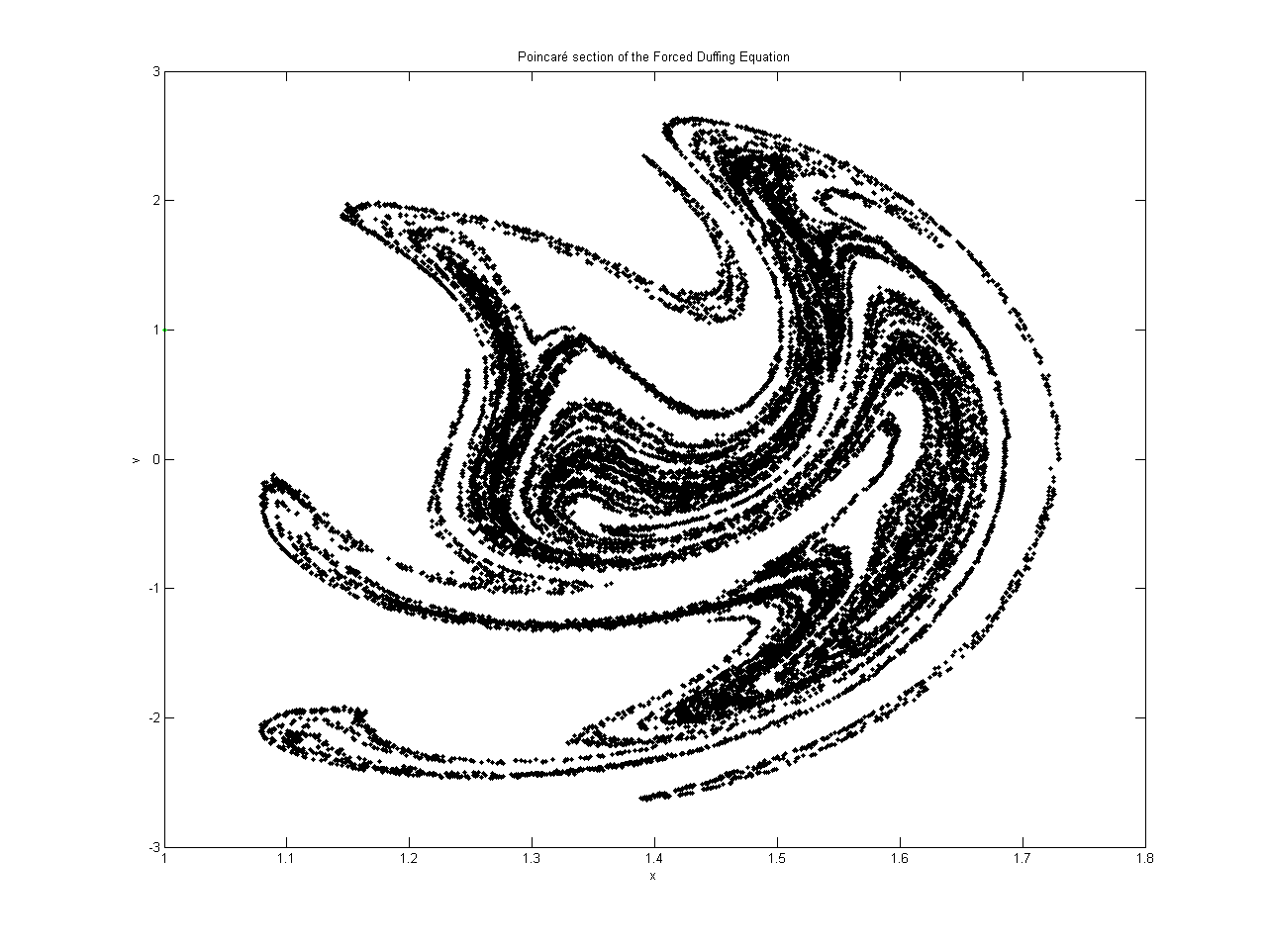
强迫杜芬方程的二维庞加莱截面.

在数学领域中, 尤其是对动态系统的研究中, 庞加莱映射, 或第一次回归映射是连续动力系统的状态空间中的周期轨道与确定的低维子空间的横向交点, 其中的低维子空间被称作庞加莱截面. 更精确的说, 对于具有初值位于庞加莱截面上的周期轨道, 轨道第一次回到庞加莱截面上的交点就定义了初值的庞加莱映射, 这就是第一次回归映射的由来. 

## 定义

在庞加莱截面 S 上, 庞加莱映射 P 将 x 映射为 P(x).

设 (R, M, φ) 为一个全局动态系统, 其中 R 是实数, M 为相空间 , φ 为演化函数. 设 γ 为通过点p的周期轨道, S局部可微, 为过点p的庞加莱截面, 即在点p处横截穿过φ .
对包含点 p 的连通开邻域 U, 函数
{\displaystyle P:U\to S}
称为通过点 p 的轨道 γ 在庞加莱截面 S 上的庞加莱映射, 如果
- P(p) = p
- P(U) 是点 p 的一个邻域, 并且 P:U → P(U) 是一个微分同胚
- 对 U 中的每个点 x , P(x) 是过 x 正向发展的轨道与截面 S 第一个交点

## 参阅
- 龐加萊復現定理
- Stroboscopic map
- Henon映射
- Recurrence plot